# Hohe Schule Loosdorf

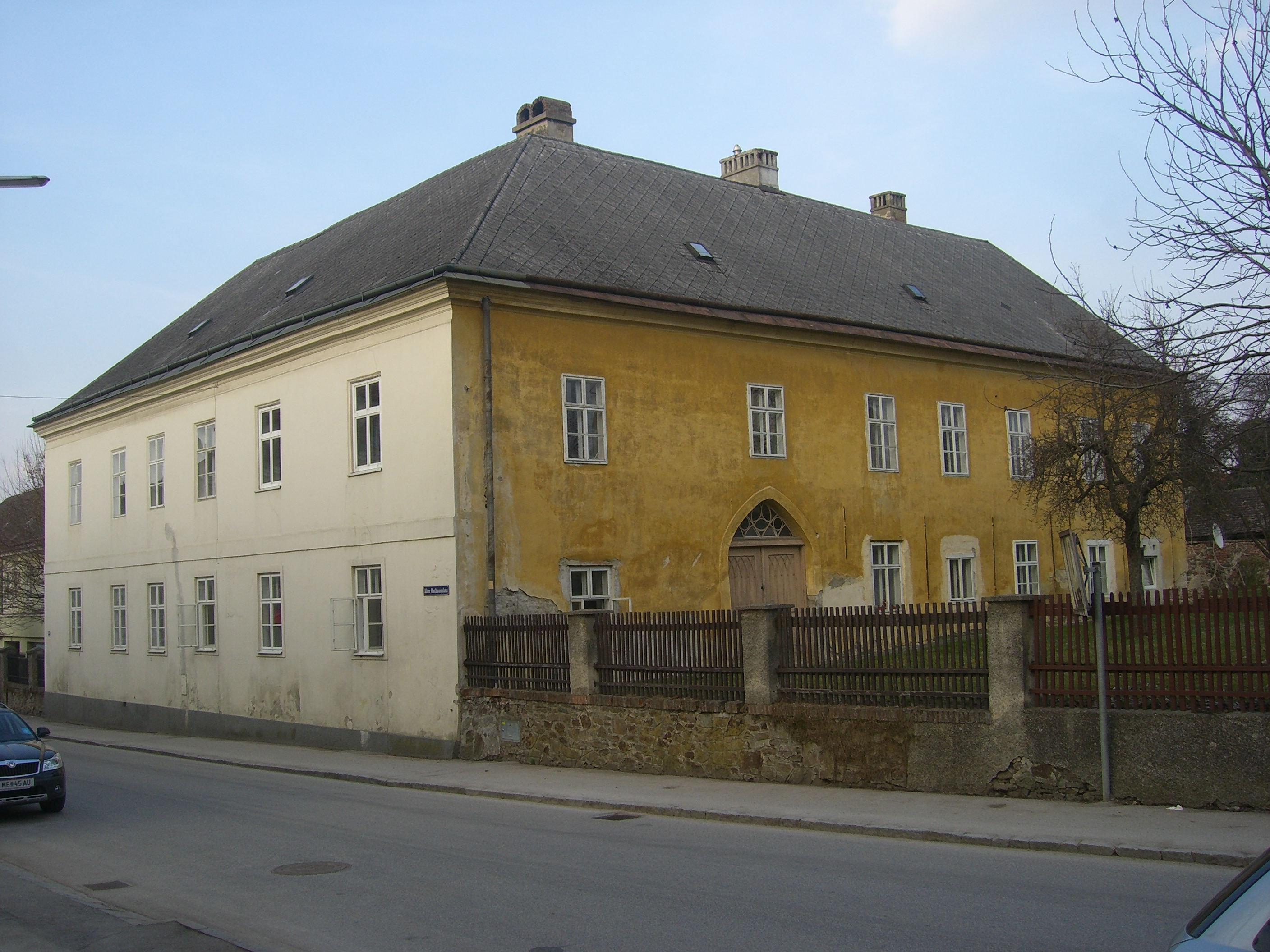
Vierkanter Hohe Schule in Loosdorf

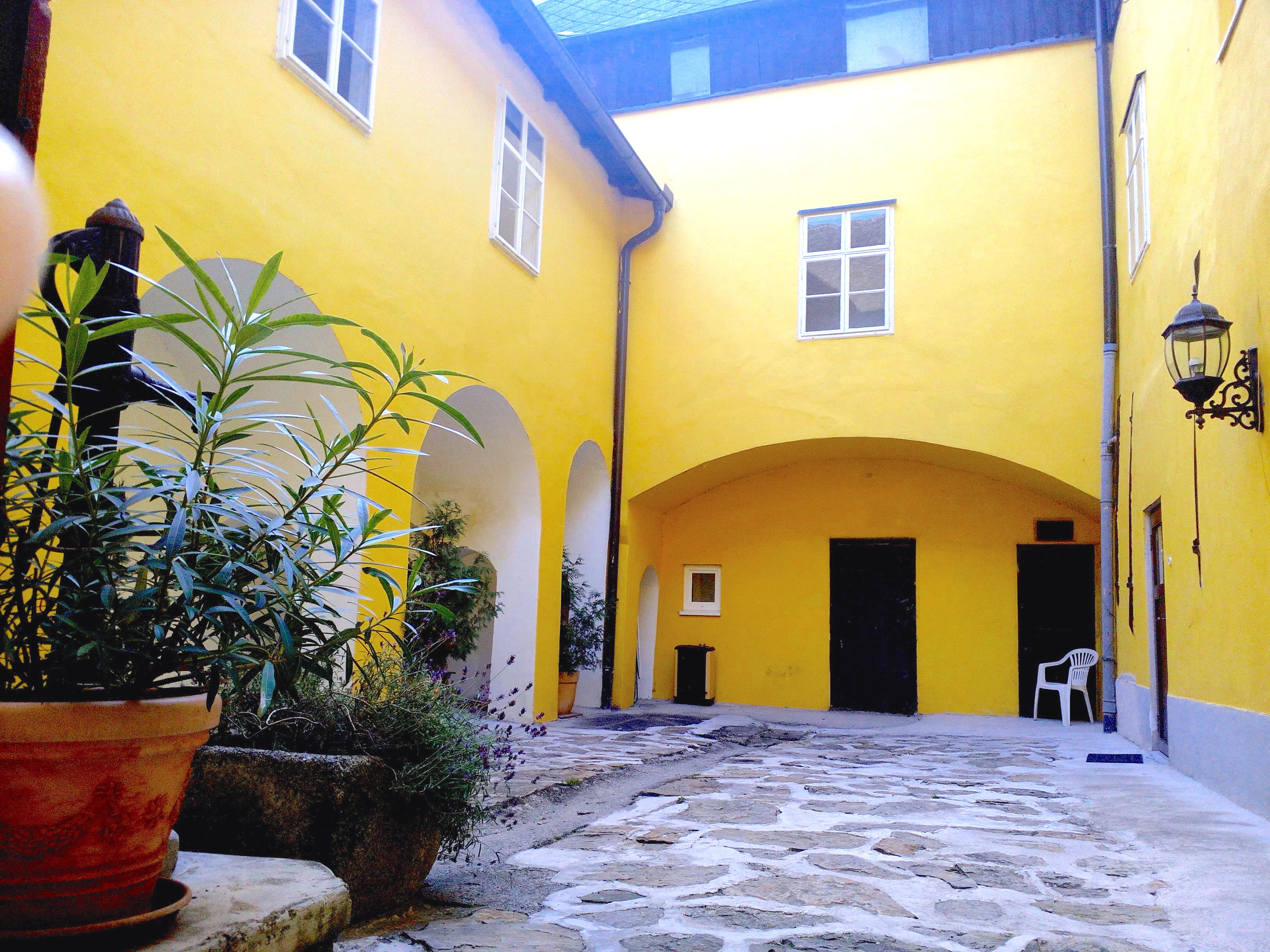
Innenhof

Die Hohe Schule Loosdorf am Alten Rathausplatz in der Marktgemeinde Loosdorf im Bezirk Melk in Niederösterreich  war von 1574 bis 1627 eine „Landschaftsschule“, die etwa einem evangelischen Gymnasium  entsprach, mit nahezu akademischem Niveau, das vor allem auf das Theologiestudium vorbereiten sollte.  Das ehemalige Schulgebäude dient heute als Wohnhaus und steht unter Denkmalschutz.

## Geschichte
Die Hohe Schule in Loosdorf wurde um 1574 von Hans Wilhelm von Losenstein nach Rat seines Vaters als fünfklassiges evangelisches Mustergymnasium für die adlige und nichtadlige Jugend erbaut und stand im Eigentum der Schallaburg. Die Loßdorffische Schulordnung, 1574 vom Pastor Balthasar Masko verfasst und in Augsburg gedruckt, gehört zu den wertvollsten Quellen zur Geschichte der Pädagogik in Österreich.
1592 wurde die Schule eine „Landschaftsschule“ und wurde von den Landständen von Österreich unter der Enns finanziell unterstützt. Im 17. Jahrhundert wurde die Unterstützung allmählich weniger. 1614 kam die Schule und die Schallaburg in Besitz des Steirers Georg von Stubenberg. Im Jahre 1627 wurde die Schule im Zuge der Gegenreformation von Ferdinand II. geschlossen. Nach Aufhebung der Schule diente das Gebäude Wohnzwecken. Das Wohnhaus wurde im 19. Jahrhundert adliger Freihof.

## Architektur
Der freistehende Vierkanter mit einem Innenhof, 1574 erbaut, wurde um 1590 aufgestockt, und ist wohl das einzige erhaltene protestantische Schulgebäude aus dem 16. Jahrhundert in Niederösterreich. Der zweigeschoßige Bau mit einem Kordongesims unter einem Walmdach hat beidseitig je ein neugotisches Spitzbogenportal mit Lünetten aus der ersten Hälfte des 19. Jahrhunderts. Im kleinen Rechteckhof sind tonnenunterwölbte Rundbogenarkaden mit Durchgängen. Die Räume haben teils Kreuzgratgewölbe, teils mit jüngeren Zwischenwänden.

## Bekannte Schüler
- Job Hartmann von Enenkel (1576–1627), Forscher, Sammler, Dichter und Historiker
- Georg Achatz von Enenkel (1573–1620), Historiker, Schriftsteller und Übersetzer, Bruder von Job Hartmann
- Johann Wilhelm von Stubenberg (1619–1663), Dichter und Übersetzer